# Parco fotovoltaico di Rovigo

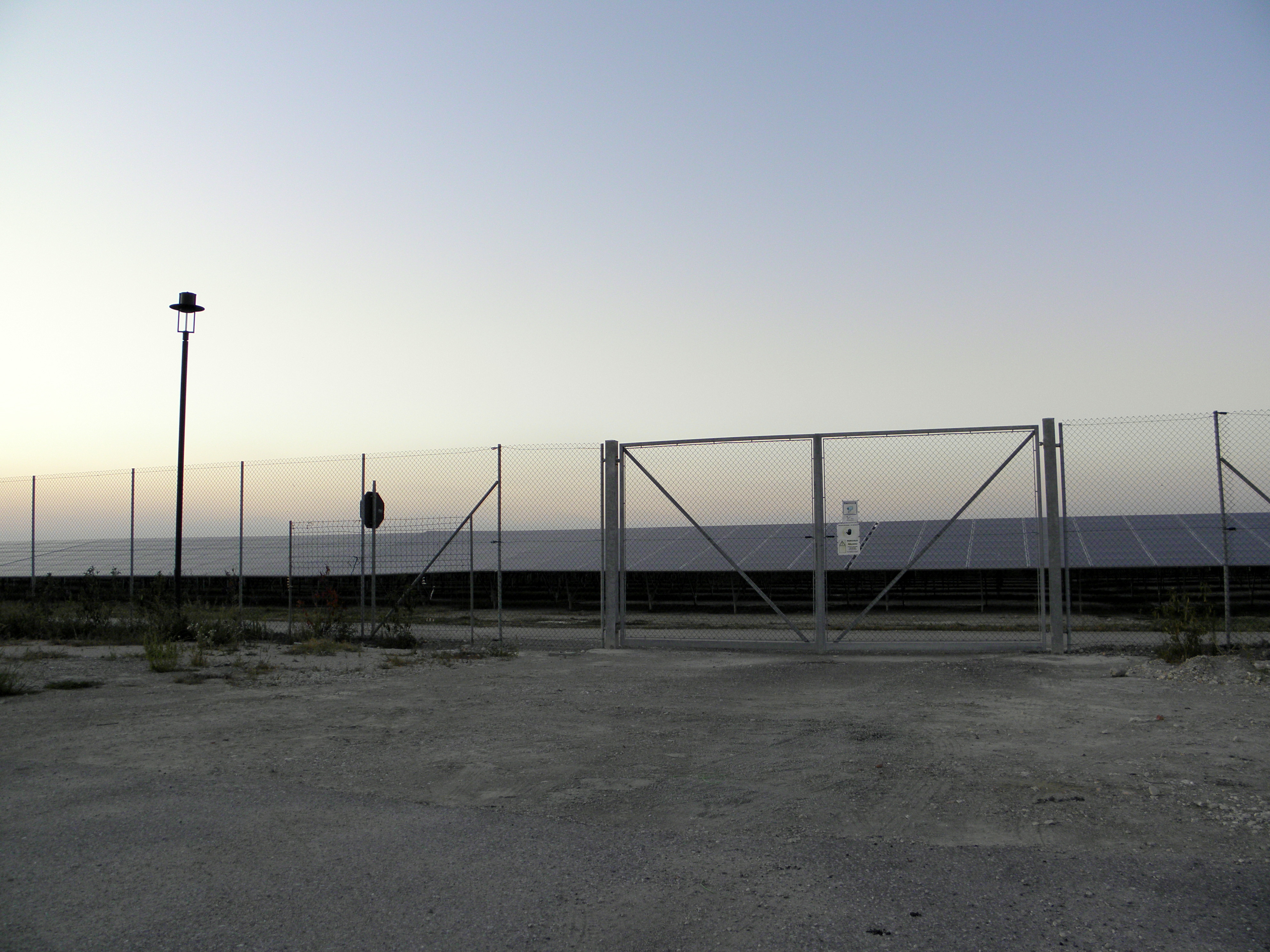
Parte dei pannelli solari dell'impianto.

Il parco fotovoltaico di Rovigo, conosciuto anche come parco fotovoltaico di San Bellino, è un impianto fotovoltaico ubicato nel comune di San Bellino, in provincia di Rovigo, circa 17 km a ovest di Rovigo. La costruzione è iniziata nel marzo del 2010 e terminata a novembre dello stesso anno, con un costo di 276 milioni di €. Al suo completamento era la più potente centrale fotovoltaica d'Europa. È stato progettato da SunEdison e costruito da Isolux Corsán. Nell'ottobre del 2010 SunEdison ha venduto l'85% della proprietà al gruppo d'investimento statunitense First reserve per 382 milioni di $, rimanendone responsabile per la manutenzione.

## Caratteristiche
Ha una potenza nominale di 70,6 MW ed è composto di 280 000 moduli fotovoltaici, su un'estensione di 84 ettari